# Zambijská kwacha
Kwacha je platnou měnou Zambie. Je rozdělena na 100 ngwee.
Měna byla zavedena v roce 1968 a nahradila zambijskou libru používanou v prvních letech po vyhlášení nezávislosti země. Slovo „kwacha“ znamená v čičevštině svítání. Měna trpěla vysokou inflací; při jejím zavedení byl kurz vůči americkému dolaru 1,2:1, v roce 2011 už 5120:1. V lednu 2013 byla proto provedena denominace, nová kwacha se vyměňovala za tisíc starých. Zároveň byl kód měny změněn ze ZMK na ZMW.
V roce 2003 vydala Zambie jako první africká země bankovky vytištěné na polymerové hmotě.